# Kirchenkreis Obere Nahe
Der Kirchenkreis Obere Nahe ist einer der 37 Kirchenkreise der Evangelischen Kirche im Rheinland. Er besteht seit dem 1. April 2010 und entstand durch die Fusion des Kirchenkreises Birkenfeld mit dem rheinland-pfälzischen Teil des Kirchenkreises St. Wendel. Er umfasst derzeit 32 Kirchengemeinden mit 45.300 Gemeindegliedern. Sitz der Superintendentur ist Idar-Oberstein.

## Gebiet
Das Gebiet des Kirchenkreises entspricht weitgehend dem des Landkreises Birkenfeld im südwestlichen Rheinland-Pfalz. Einige Gemeinden gehören zu den benachbarten Landkreisen Bad Kreuznach und Kusel sowie zum saarländischen Landkreis St. Wendel.

## Geschichte
Das Gebiet gehörte in der Frühen Neuzeit großenteils zur Hinteren Grafschaft Sponheim, zur Grafschaft Veldenz (bzw. zum Herzogtum Pfalz-Zweibrücken), zur Grafschaft Nassau-Saarbrücken und zur Herrschaft Oberstein. In den meisten Gemeinden wurde deshalb zwischen 1523 und 1557 das Luthertum eingeführt. In den Gebieten, die zum Herzogtum Lothringen und zum Erzstift Trier gehörten, konnte sich die Reformation nicht durchsetzen. 
Durch den Wiener Kongress entstand 1815 das Fürstentum Lichtenberg (südlich der Nahe), das dem Herzogtum Sachsen-Coburg-Gotha zugesprochen wurde, und das Fürstentum Birkenfeld (nördlich der Nahe), das ein Teil des Großherzogtums Oldenburg wurde. Das Fürstentum Lichtenberg wurde 1834 an das Königreich Preußen verkauft und als Kreis St. Wendel in die Rheinprovinz eingegliedert. Kirchlich bildete es den Kirchenkreis St. Wendel (nach damaligem Sprachgebrauch Synode St. Wendel). Im Fürstentum Birkenfeld vereinigten sich 1843 die lutherischen und reformierten Gemeinden zu einer unierten Kirche, die eine eigene Landeskirche bildete, bis sie sich 1934 als Kirchenkreis Birkenfeld der rheinischen Provinzialkirche anschloss.

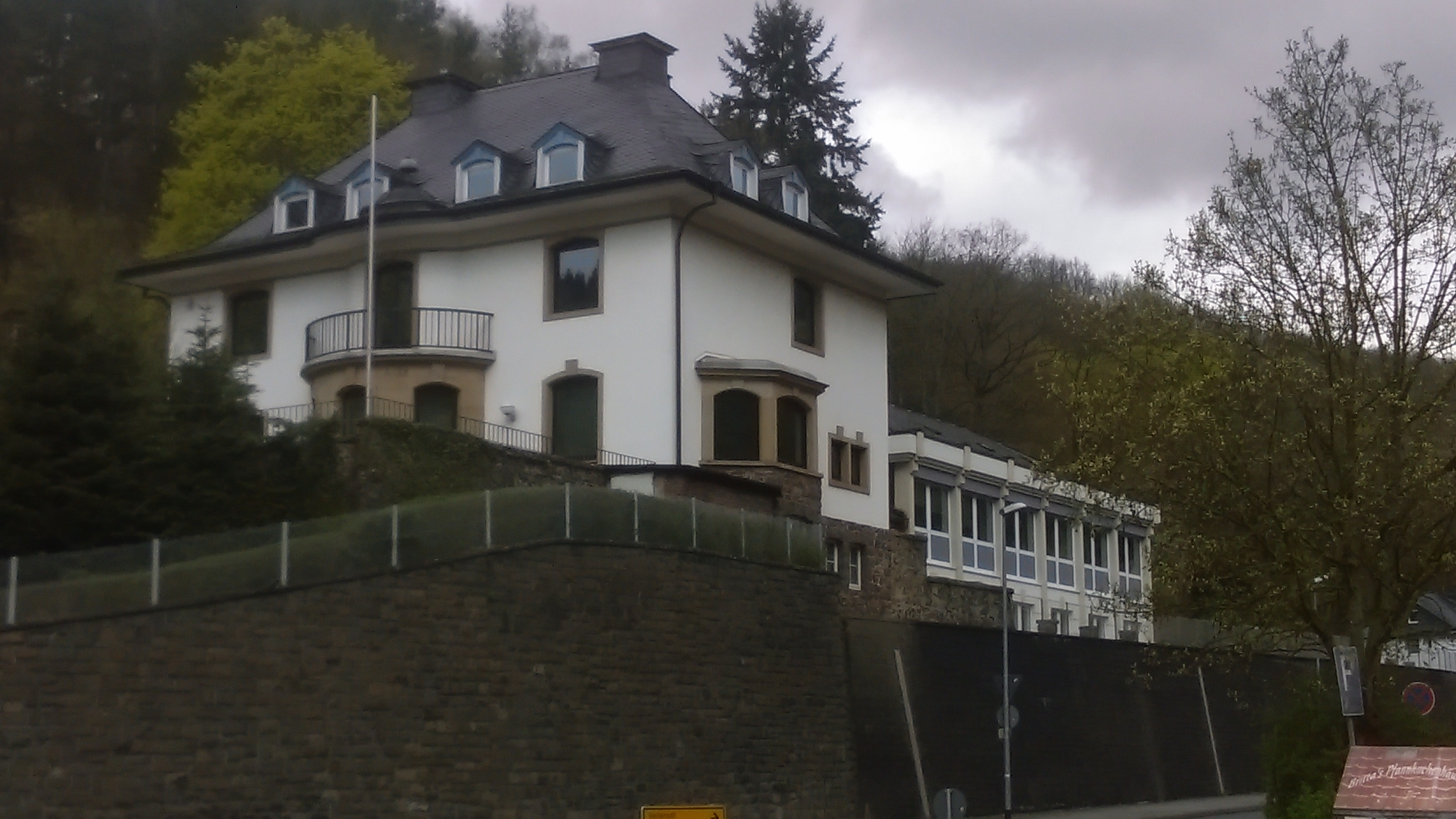
Verwaltungssitz in Idar-Oberstein

Die Kreissynode wählte bei ihrer konstituierenden Tagung am 16. April 2010 in Birkenfeld den Birkenfelder Pfarrer Edgar Schäfer, der bisher Superintendent des Kirchenkreises Birkenfeld war, zum ersten Superintendenten des Kirchenkreises. Zu seiner Nachfolgerin wurde 2014 Jutta Walber, Pfarrerin der Kirchengemeinde Oberstein, gewählt. Sie wurde am 4. Januar 2015 durch den Präses der Ev. Kirche im Rheinland, Manfred Rekowski, in das Superintendentenamt eingeführt.

## Gemeinden
Zum Kirchenkreis Obere Nahe gehören folgende Kirchengemeinden:
- Achtelsbach-Brücken
- Baumholder (Evangelische Kirche Baumholder, Evangelische Kirche Ruschberg)
- Bergen
- Berschweiler (Kirche Berschweiler, Kirche Berglangenbach, Kirche Eckersweiler)
- Birkenfeld (Evangelische Kirche Birkenfeld, Evangelische Kirche (Nohen))
- Bosen (Evangelische Kirche (Bosen))
- Burg-Lichtenberg
- Fischbach-Kirnsulzbach (Evangelische Kirche (Kirn-Sulzbach))
- Georg-Weierbach
- Grumbach-Herren-Sulzbach
- Göttschied
- Herrstein (Schlosskirche (Herrstein))
- Idarbachtal (Evangelische Stadtkirche Idar)
- Kirchenbollenbach
- Leisel (Kirche Heiligenbösch)
- Medard-Wiesweiler (Evangelische Kirche Medard, Evangelische Kirche Wiesweiler)
- Mörschied-Weiden
- Nahbollenbach
- Niederalben-Niedereisenbach (Evangelische Kirche Niederalben)
- Niederbrombach (Evangelische Kirche (Niederbrombach))
- Niederwörresbach
- Nohfelden (Evangelische Kirche (Nohfelden), Evangelische Kirche (Türkismühle))
- Oberstein (Felsenkirche (Idar-Oberstein))
- Offenbach am Glan (Abteikirche (Offenbach am Glan))
- Pfeffelbach
- Reichenbach (Kirche Reichenbach)
- Schmidthachenbach
- Siesbach
- Sötern (Evangelische Kirche (Sötern))
- Veitsrodt-Herborn
- Weierbach-Sien
- Wickenrodt
- Wolfersweiler (Evangelische Kirche (Wolfersweiler))

## Superintendenten
- 2010–2014 Edgar Schäfer
- 2015–0000 Jutta Walber